# Nursia sexangulata
Nursia sexangulata is een krabbensoort uit de familie van de Leucosiidae. De wetenschappelijke naam van de soort is voor het eerst geldig gepubliceerd in 1918 door Ihle.